# Helmuth Koinigg
Helmuth Koinigg (ur. 3 listopada 1948 w Wiedniu, zm. 6 października 1974 na torze Watkins Glen, Nowy Jork) – jeden z najbardziej utalentowanych młodych kierowców wyścigowych początku lat 70. XX wieku. Zadebiutował w Formule 1 w Grand Prix Austrii w 1974 roku. Zginął tragicznie w wypadku podczas Grand Prix Stanów Zjednoczonych w 1974 roku.
Na torze Watkins Glen, na zakręcie znanym jako Toe, awaria zawieszenia w bolidzie Koinigga spowodowała, że podczas hamowania uderzył frontalnie w zewnętrzne armco. Bariera, w którą uderzył, była źle zamontowana. W momencie uderzenia odgięła się i pojazd wślizgnął się pod nią, ścinając Koiniggowi głowę i zabijając go na miejscu.